# Курсел Фремоа
Курсел Фремоа (фр. Courcelles-Frémoy) насеље је и општина у источном делу централне Француске у региону Бургоња, у департману Златна обала која припада префектури Монбар.
По подацима из 2011. године у општини је живело 131 становника, а густина насељености је износила 11,42 становника/km². Општина се простире на површини од 11,47 km². Налази се на средњој надморској висини од 340 метара (максималној 340 m, а минималној 262 m).

## Демографија
| 1962. | 1968. | 1975. | 1982. | 1990. | 1999. | 2011. |
| ----- | ----- | ----- | ----- | ----- | ----- | ----- |
| 128   | 144   | 104   | 108   | 125   | 100   | 131   |

График промене броја становника у току последњих година